# Direction des Services judiciaires (France)
Pour les services judiciaires, voir Politique à Monaco#Justice.
Pour les articles homonymes, voir DSJ.
La direction des Services judiciaires, abrégé DSJ, est l'une des directions du ministère de la Justice français.
La mission de cette direction est de veiller à l'organisation et au bon fonctionnement des juridictions judiciaires. Par conséquent, c'est elle qui est chargée de gérer la carrière du personnel des juridictions françaises, fonctionnaires des greffes et magistrats compris.

## Services de la DSJ
- Sous-direction des Ressources humaines de la magistrature
- Sous-direction des Ressources humaines des greffes
- Sous-direction des Finances, de l'Immobilier et de la Performance
- Sous-direction de l'Organisation judiciaire et de l'Innovation
- École nationale des greffes (service à compétence nationale)